# 6,8 mm Remington SPC
Die 6,8 mm Remington SPC (6,8 × 43 mm) ist eine Mittelpatrone, die ursprünglich 2002 für das US SOCOM entwickelt wurde. Sie stellt einen Kompromiss zwischen der 5,56×45-mm-NATO- und der 7,62×51-mm-NATO-Patrone dar.
Die kommerzielle Markteinführung erfolgte 2004.

## Überblick
Die ballistischen Daten ähneln denen der älteren .280 British, durch eine hochwertigere Pulverladung kommt die 6,8 SPC (Special Purpose Cartridge) mit einer kleineren Hülse aus. Die 6,8 SPC erreicht mit einem 406-mm-Lauf und einer Standardladung mit einem Geschossgewicht von 7,45 g (115 Grains) eine Mündungsgeschwindigkeit von 790 Metern pro Sekunde. Die Geschosse haben denselben Durchmesser von 0,277 Zoll wie die der weit verbreiteten Jagdmunition .270 Winchester, was eine Nutzung für die Jagd ermöglicht. Allerdings besitzt die .270 Winchester in der Regel eine stärkere Treibladung.
5,56-mm-NATO-Gewehre können mit einigen Modifikationen (Lauf, Verschlusskopf, Magazin) auf das neue Kaliber umgerüstet werden. Die U.S. Army Marksmanship Unit trug zur Entwicklung bei, die Barrett Firearms Manufacturing, Inc produzierte die modifizierten Teile für das M16, das Barrett REC7 entstand. Obwohl das Hauptaugenmerk auf erhöhte Letalität gelegt wurde, weist die 6,8 SPC auch bessere ballistische Eigenschaften und eine dadurch erhöhte Treffsicherheit auf.

## Leistung
Ursprünglich für den Einsatz in Spezialeinheiten der US-Streitkräfte gedacht, wurde die Patrone bald für ihre erhöhte Treffgenauigkeit, bessere Zielballistik und (im Vergleich zur 5,56 mm NATO) die Möglichkeit, Betonblöcke zu durchdringen, gelobt.
Der stärkeren und schwereren 7,62-mm-NATO-Patrone ist die 6,8 mm Rem. SPC in den meisten Punkten unterlegen. Ihr Rückstoß ist geringer, was die Waffe besser kontrollierbar macht. Ähnlich der 5,56-NATO neigt das Projektil bei Treffern aus naher und mittlerer Entfernung zum Zersplittern, was insbesondere zu größeren Verletzungen und Schäden bei Körpertreffern führt.

## Fazit
Der Hauptvorteil der 6,8-mm-Patrone gegenüber der 5,56 × 45 mm NATO liegt in der deutlich höheren Zielballistik. Hauptkritikpunkt bleibt die der 7,62×51-mm-Patrone weiterhin unterlegene Leistung auf Entfernungen über 365 m, insbesondere im Vergleich zur konkurrierenden 6,5-mm-Grendel-Patrone.

## Waffen
- Barrett REC7
- Bushmaster ACR
- DAR-68 Hunter Advanced